# Phyllis Schlafly
Phyllis McAlpin Stewart Schlafly (ur. 15 sierpnia 1924 w Saint Louis, zm. 5 września 2016 tamże) – amerykańska konserwatywna aktywistka polityczna, pisarka i publicystka. Założycielka i pierwsza szefowa konserwatywnego Eagle Forum.

## Życiorys
Była córką inżyniera Johna Bruce Stewarta i Odille Dodge Stewart. W czasie Wielkiego Kryzysu ojciec Phyllis stracił pracę i długo był  bezrobotny. Aby utrzymać rodzinę i płacić za szkołę, matka Odille podjęła pracę na dwóch stanowiskach, bibliotekarki i nauczycielki, i pracowała siedem dni w tygodniu. Phylllis uczęszczała do katolickiej szkoły dla dziewcząt, a następnie kontynuowała naukę na college'u, gdzie również pracowała przez pewien czas jako modelka. W roku 1944 ukończyła studia uzyskując tytuł Bachelor of Arts na Washington University in St. Louis. W roku 1945 ukończyła studia na Radcliffe College i otrzymała tytuł Master of Arts. W roku 1978 otrzymała tytuł doktora prawa na Washington University in St. Louis.

## Życie prywatne
20 października 1949 roku wyszła za mąż za prawnika Johna Freda Schlafly’ego juniora, który pochodził z bogatej rodziny. Jego dziadek, August, przybył w roku 1854 ze Szwajcarii. Fred i Phyllis byli aktywnymi katolikami, nawołującymi Amerykanów do antykomunistycznej krucjaty. Mieli sześcioro dzieci. 
Phyllis Schlafly została uznana przez Ladies' Home Journal za jedną ze 100 najważniejszych kobiet XX wieku.

## W kulturze popularnej
Jest jedną z głównych postaci serialu Mrs. America, gra ją Cate Blanchett. 

## Publikacje
- A Choice Not An Echo (Pere Marquette Press, 1964) ISBN 0-686-11486-8
- Grave Diggers (razem z Chesterem Wardem) (Pere Marquette Press, 1964) ISBN 0-934640-03-3
- Strike From Space: A Megadeath Mystery (Pere Marquette Press, 1965) ISBN 80-7507-634-6
- Safe Not Sorry (Pere Marquette Press, 1967) ISBN 0-934640-06-8
- The Betrayers (Pere Marquette Press, 1968) ISBN B0006CY0CQ
- Mindszenty the Man (razem z Josefem Vecseyem) (Cardinal Mindszenty Foundation, 1972) ISBN B00005WGD6
- Kissinger on the Couch (Arlington House Publishers, 1974) ISBN 0-87000-216-3
- Ambush at Vladivostok, (razem z Chesterem Wardem) (Pere Marquette Press, 1976) ISBN 0-934640-00-9
- The Power of the Positive Woman (Crown Pub, 1977) ISBN 0-87000-373-9
- The Power of the Christian Woman (Standard Pub, 1981) ISBN B0006E4X12
- The End of an Era (Regnery Publishing, 1982) ISBN 0-89526-659-8
- Equal Pay for UNequal Work (Eagle Forum, 1984) ISBN 99950-3-143-4
- Child Abuse in the Classroom (Crossway Books, 1984) ISBN 0-89107-365-5
- Pornography's Victims (Crossway Books, 1987) ISBN 0-89107-423-6
- First Reader (Pere Marquette Press, 1994) ISBN 0-934640-24-6
- Turbo Reader (Pere Marquette Press, 2001) ISBN 0-934640-16-5
- Feminist Fantasies, foreword by Ann Coulter[a] (Spence Publishing Company, 2003) ISBN 1-890626-46-5
- The Supremacists: The Tyranny Of Judges And How To Stop It (Spence Publishing Company, 2004) ISBN 1-890626-55-4
- Judicial Tyranny: The New Kings of America? (Amerisearch, 2005) ISBN 0-9753455-6-7
- The Flipside of Feminism: What Conservative Women Know - and Men Can't Say (WorldNetDaily, 2011) ISBN 978-1-935071-27-3
- No Higher Power: Obama's War on Religious Freedom (Regnery Publishing, 2012) ISBN 978-1-62157-012-7
- Who Killed the American Family? (WND Books, 2014) ISBN 978-1-938067-52-5
- A Choice Not an Echo: Updated and Expanded 50th Anniversary Edition (Regnery Publishing, 2014) ISBN 978-1-62157-315-9